# Der tapfere Soldat
Der tapfere Soldat (en alemany, El soldat de xocolata) és una opereta que va compondre el 1908 Oscar Straus, basada en l'obra de 1894 de George Bernard Shaw, Arms and the Man. El llibret en llengua alemanya és de Rudolf Bernauer i Leopold Jacobson. Es va estrenar el 14 de novembre de 1908 al Theater an der Wien dirigida per Robert Stolz.

## Personatges
| Rol                                              | Tipus de veu | Repartiment estrena, 14 novembre 1908 (Director: Robert Stolz) |
| ------------------------------------------------ | ------------ | -------------------------------------------------------------- |
| Bumerli, un mercenari suís                       | Tenor        | Herr Werner                                                    |
| Nadina Popoff, una noia búlgara                  | Soprano      | Grete Holm                                                     |
| Alexius, un soldat búlgar, va estimar per Nadina | Tenor        | Herr Streitmann                                                |
| Mascha                                           | Soprano      | Louise Kartousch                                               |
| Aurelia                                          | Contralt     | Frl. Schütz                                                    |
| Popoff                                           | Baríton      | Max Pallenberg                                                 |
| Massakroff                                       | Baríton      | Herr Albin                                                     |

## Enregistraments
Straus: "The Chocolate Soldier" (en anglès) – Ohio Orquestra d'Òpera Lleugera
- Director: J. Lynn Thompson
- Cantants principals: Boyd Mackus, Elizabeth Peterson, John Decapant, Suzanne Bosc
- Data d'enregistrament: 1999
- Etiqueta: Newport NPD – Clàssic 85650 (CD)

Straus: "The Chocolate Soldier" (en anglès) - Lehman Engel i la seva Orquestra
- Director: Lehman Engel
- Cantants principals: Augment Stevens, Robert Merrill, Jo Sullivan, Peter Palmer
- Data d'enregistrament: 1958
- Segell: RCA De vida Stereo – LSO 6005

Straus: "Der tapfere Soldat" (En alemany) - WDR Sinfonieorchester Köln
- Director: Siegfried Köhler
- Cantants principals: John Dickie, Johannes Martin Kränzle, Caroline Stein, Helmut Berger, Martina Borst
- Data d'enregistrament: 1993
- Segell: Capriccio Enregistra – 5089